# Dictyna tullgreni
Dictyna tullgreni là một loài nhện trong họ Dictynidae.
Loài này thuộc chi Dictyna. Dictyna tullgreni được Lodovico di Caporiacco miêu tả năm 1949.